# 閃電十一人系列
閃電十一人（又译作）為LEVEL-5製作的角色扮演遊戲系列。有別於普通的角色扮演遊戲，這是以收集、育成足球隊為主題的RPG。玩家是一隊弱小足球部的隊長，以增加部員、練習及比賽來進行遊戲，目標是成為全國大賽的冠軍。遊戲中登場的候補部員有1000人以上，部員的加入方法有幾種，分別有普通對話、經理人的搜索、部員的人脈及其他隊伍的挖角。可以自由創造心目中的球隊，與朋友進行部員交換和對戰。遊戲中的動畫由《寶可夢》動畫劇集而有名的OLM負責。現已推出多部系列作品。
2008年6月開始在《快樂快樂月刊》上連載由藪野展也作畫的漫畫版。2008年10月開始播放電視動畫版，並於2011年5月播放第二輯電視動畫版。

## 系列作品
NDS
第一作
閃電十一人
發售日：2008年8月22日
第二作
閃電十一人2 威脅的侵略者 烈火版
閃電十一人2 威脅的侵略者 寒冰版
發售日：2009年10月1日
第三作
閃電十一人3 邁向世界的挑戰 閃光版
閃電十一人3 邁向世界的挑戰 炸彈版
發售日：2010年7月1日
閃電十一人3 邁向世界的挑戰 王牙版
發售日：2010年12月16日
N3DS
第四作
閃電十一人GO 光明版
發售日：2011年12月15日
閃電十一人GO 黑暗版
發售日：2011年12月15日

五週年紀念作
閃電十一人1.2.3!! 圓堂守傳說
發售日：2012年12月27日
第五作
閃電十一人GO2 時空之石 熱風版
發售日：2012年12月13日
閃電十一人GO2 時空之石 雷鳴版
發售日：2012年12月13日
第六作
閃電十一人GO3 銀河 大霹靂版
發售日：2013年12月5日
閃電十一人GO3 銀河 超新星版
發售日：2013年12月5日

NS2/PS5/PS4/XSX|S/PC
第七作
閃電十一人 英雄們的勝利之路
發售日：2025年8月22日
Wii
閃電十一人 王牌前鋒
發售日：2011年7月16日
閃電十一人 王牌前鋒 2012 Xtreme
發售日：2011年12月22日
閃電十一人GO 王牌前鋒 2013
發售日：2012年12月20日
手機
閃電十一人SD
發售曰：2020年1月3日（現時已停止運作）

## 動畫
由2008年10月5日開始，逢星期日早上9時於東京電視台6個電視台播放。2009年4月起，改在每週三晚間7時26分播放。2011年3月起，改在每週三晚間7時00分播放。於2011年4月27日播畢第一輯《閃電十一人》127集後，緊接於2011年5月4日播出第二輯《閃電十一人GO》。原本訂於2017年夏季跨媒體播出電視及網路動畫《閃電十一人 阿瑞斯的天秤》後來決定延至2018年4月播出電視及網路動畫，並於2018年4月6日首播。緊接於2018年10月5日播出《閃電十一人 獵戶座的刻印》發表閃電十一人系列動畫最新作。官方此次決定跨媒體展開企劃。
香港於2010年1月25日起於無線電視兒童台首播。香港電視娛樂由2021年4月7日至9月30日於ViuTV播映第一輯，並於同年10月1日至翌年4月15日播映第二輯。
臺灣於2010年5月3日起在卡通頻道首播，並由藝人陳建州為此一節目代言。於2018年10月26日起在ANIMAX頻道播出。

## 故事概要

### 閃電十一人
- 第一季—明日之星足球大賽篇

故事一開始，主角圓堂守就讀於雷門中學，一開始雷門是一個很弱的足球學校，非常熱愛足球的圓堂創立足球社。但是由於社員人數嚴重不足加上帝國學園也向雷門提出友誼賽的情況。圓堂辛苦的招募球員終於找齊十一個人，開始和帝國學園比賽。於是由於雷門中學的興起，雷門中學決定進軍「明日之星足球大賽」。經過一番的特訓與決鬥，雷門終於打敗擁有神之水的世宇子國中得到全國冠軍。
- 第二季—威脅的侵略者篇

雷門足球隊獲得全國冠軍後，一顆黑色的足球摧毀雷門中學。這是自稱外星學園的人們的戰帖。然而，雷門開始和外星學園戰鬥，一開始是先和由雷傑帶領的「雙子星風暴」戰鬥，經過了多次挑戰，終於打敗雙子星風暴，但是，接下來等著圓堂等人的是第一層級的極限零度、最終層級的太陽火焰和鑽石冰晶，還有最後的創世紀。圓堂等人為了阻止外星學園到日本各地尋找高手組成最強的足球隊跟外星學園展開交戰。
- 第三季—邁向世界的挑戰篇

打敗外星學園的雷門中學在某日突然號召全日本最強足球選手，圓堂、風丸、鬼道、豪炎寺、吹雪、浩人（外星學園最終層級隊伍-創世紀的前任隊長-古蘭）、染岡、栗松、土方、綠川（外星學園隊伍-雙子星風暴前任隊長-雷傑）、目金、綱海、立向居、木暮、壁山、武方勝等皆有受邀參予國家代表選手選拔比賽，還有新的隊員有受邀，飛鷹征矢、宇都宮虎丸、不動明王（真·帝國學園前任隊長）。比賽規則是：二十二人分為兩組，一組由十一個人比賽，而且不可使用團體必殺技（兩人以上所組成的招式）。入選的有：圓堂守、風丸一郎太、鬼道有人、豪炎寺修也、基山浩人、栗松鐵平（後來因為腳傷回日本修養，吹雪回歸閃電日本）、土方雷電、綠川龍次（後來由佐久間代替上場）、吹雪士郎（後來因為腳傷在日本修養，由染岡代替）、綱海條介、立向居勇氣、木暮夕彌、壁山塀吾郎、飛鷹征矢、宇都宮虎丸、不動明王，共計十六個人創立「閃電日本隊」（Inazuma Japan）。之後「閃電日本隊」以日本代國家表隊跟世界各國的代表隊進行競賽，經過不少的挫折與挑戰後終於獲得世界冠軍。

### 閃電十一人GO
- 第一季—第五院篇

前作主角圓堂守所率領的日本代表隊「閃電日本隊」在FFI（Football Frontier International）世界大賽獲得優勝的10年後，一位最喜歡足球的少年松風天馬因為憧憬圓堂等人的閃電十一人，於是進入雷門中學加入雷門足球隊。不過那時受到社會高度評價而且人材輩出的足球隊卻已經消失，而讓足球完全腐敗。不知為何全國足球被叫作「第五院」的組織所控制，如果不依照他們的指示踢球就不能比賽。而「第五院」的種子選手劍城京介只以一人之力就將整個雷門足球隊打得遍體鱗傷。於是他們為了找回十年前的足球精神，新雷門十一人們將要和成為雷門足球隊教練的圓堂一起共同奮戰……
- 第二季—時空之石篇

在神聖之路（HOLY ROAD）的決賽完結之後，天馬某日回到雷門中學卻發現雖然是同樣的學校但足球社不存在，足球部的隊員都說他們從未踢過足球。此時信助勸天馬加入別的部社，面對像平行世界般的現象，天馬覺得非常困惑。在這個時候一個神秘的少年阿爾法（アルファ）出現在天馬面前，並要從天馬奪去足球。在與阿爾法（アルファ）爭奪足球的期間，天馬誤入一個奇怪的空間之中，在那裡，天馬看到的是沒有足球的世界，並且中學時代的圓堂與劍城優一一同來到未來，面對著未知且強大的敵人，天馬等人要將如何應付……
- 第三季—銀河篇

時空之石事件之後，在神聖之路大賽足球場即將舉辦全新日本閃電十一人選拔，在獲選的選手中，除了天馬、劍城以及神童外，全是其他學校從沒碰過足球的新手！？他們要如何整頓球隊迎接世界的挑戰呢？

### 閃電十一人 阿瑞斯的天秤
- 第一季—阿瑞斯的天秤篇時間線坐落在第一部作品後的平行世界。雷門中學足球隊在Football Frontier大賽中取得優勝，外星學園並未出現及襲擊雷門中學，FFI世界賽未登場，雷門於親善紀念賽對上西班牙少年聯盟冠軍隊伍，以0比13慘敗，雷門眾人感受到不同次元的強大，為了未來的世界賽，與逼出寄宿著神祕力量的存在和強化全國少年足球總體實力，雷門Football Frontier大賽的奪冠成員全員以強化委員之名義，被分散到各地的國中，此平行世界的中學足球隊必須有贊助商才能營運足球隊。之後，在伊那國島有一群熱愛足球的中學生，因為伊那國中學的校長覺得伊那國島無法繼續追隨足球的熱潮加上毫無經費請贊助商，從而廢止足球部。突然有個神秘贊助商表示，要是他們轉入雷門並且贏過一場的話，就提供伊那國贊助。主人公們認為這是他們最後的機會。為了證明他們對足球的熱忱，決定前往東京入讀雷門中學參加比賽。作品劇情將從三位主要角色稻森明日人、灰崎凌兵、野坂悠馬的視角個別展開，故事將圍繞著阿瑞斯天秤的力量而出發。
- 第二季—獵戶座的刻印篇飛向世界！最強的十一人開始！最後「邁向世界的大門」開啟了！足球日本代表「閃電日本」終於宣布了！ 其中包括稻森明日人，灰崎凌兵，野坂悠馬。 來自不同學校的菁英選手聚集在一起。 此外還增加了一個與海外日本籍選手一起比賽的新手「一星充」，現在國家足球隊日本代通往世界的船將駛向大海了。然而等待著是遠遠超過他們預期的試煉。 神秘的組織「獵戶座的使徒」，策略，背叛，衝突---。 大家期待的世界足球大賽FFI（國際級水平明日之星足球大賽）現在開始。閃電日本！飛向世界！

### 閃電十一人 英雄們的偉大之路
原預計在 2018 年發售的《閃電十一人》系列最新作《閃電十一人 阿瑞斯的天秤》，經過多次延期後原預計在 2019 年內發售，如今宣布再度延期至 2023 年發售，並同時將本作更名為《閃電十一人 英雄們的偉大之路（イナズマイレブン 英雄たちのグレートロード）》，2023年11月29日宣布再度延期至2024年，2024年9月24日宣布再度延期至2025年6月發售，另外也確定製作初代《閃電十一人》的重製版《閃電十一人 RE》。
Level-5 表示，因遊戲在開發過程中遇上數個問題，導致本作在還沒發售動畫就已經先播完的情況，對此感到非常抱歉。同時表示，原先除了本社之外還委託了外部公司一同協助開發本作，但今後為了追求更好的遊戲品質，決定改由社內自行開發。
也因此，本作將由原先標題《閃電十一人 阿瑞斯的天秤》改名為《閃電十一人 英雄們的偉大之路》，除了原本以《閃電十一人 阿瑞斯的天秤》為基礎設計的內容之外，還會另外新增篇章，讓過去角色在本作中登場。  

## 主題曲
閃電十一人 第一季 明日之星足球大賽
- 『立ち上がリーヨ』（1話 - 26話）

作詞、作曲：山崎徹　
編曲：T-Pistonz&高橋諭一
歌唱：T-Pistonz
- 『青春おでん』（1話 - 26話）

作詞：礼空トオル
作曲：青木隆
編曲：高橋諭一
歌唱：twe'lv
閃電十一人 第二季 威脅的侵略者
- 『マジで感謝!』（1話 - 28話）(全集數:27話 - 54話）

作詞、作曲：山崎徹&弘
聲響作詞：KMC
編曲：菊谷知樹
歌唱：T-Pistonz+KMC
- （29話 - 41話）(全集數:55話 - 67話）

作詞、作曲：山崎徹&弘
聲響作詞：KMC
編曲：鈴木優介
歌唱：T-Pistonz+KMC
- 『（青春巴士導遊）』（1話 - 24話）(全集數:27話 - 50話）

作詞、作曲：淳君
編曲：大久保薫
歌唱：Berryz工房
- 『（流星男孩）』（25話 - 41話）(全集數:51話 - 67話）

作詞、作曲：淳君
編曲：ダンス☆マン
歌唱：Berryz工房
閃電十一人 第三季 邁向世界的挑戰
- （1話 - 20話）(全集數:68話 - 87話）

歌唱：T-Pistonz+KMC（FRAME/アップフロントワークス）
- 『GOODキター!』 （21話-40話）(全集數:88話 - 107話）

作詞：山崎徹・KMC
作曲 ：山崎徹&弘・KMC
編曲：菊谷知樹
ブラスアレンジ ：竹上良成
歌唱：T-Pistonz+KMC（FRAME/アップフロントワークス）
- 『僕らのゴォール！』 （41話-60話）(全集數:108話 - 127話）

作詞：山崎徹・KMC
作曲 ：山崎徹・KMC
編曲 ：菊谷知樹
ブラスアレンジ ：竹上良成
歌唱：T-Pistonz+KMC（FRAME/アップフロントワークス）
- 『（吶喊男孩 WAO!）』（1話 - 20話）(全集數:68話 - 87話）

作詞、作曲：淳君
編曲：オダクラユウ
歌唱：Berryz工房
- 『（認真Bomber!!）』（21話 - 34話）(全集數:88話 - 101話）

作詞、作曲：淳君
編曲：板垣祐介
歌唱： Berryz工房
- 『（Shining Power）』（35話 - 45話）(全集數:102話 - 112話）

作詞、作曲：淳君
編曲：鈴木俊介
歌唱：Berryz工房
- （46話 -60話）(全集數:113話 - 127話）

作詞、作曲：山崎徹&KMC
編曲：鈴木俊介
歌唱：（圓堂 守（竹內順子）、豪炎寺修也（野島裕史）、鬼道有人（吉野裕行）、風丸一郎太（西墻由香）、吹雪士郎（宮野真守））
閃電十一人GO 第五部門
「天までとどけっ！」（第1话 - 第18话）
　作詞：山崎徹・KMC  
　作曲 ：山崎徹&弘・KMC  
　編曲：菊谷知樹  
　ブラスアレンジ ：竹上良成  
　歌 - T-Pistonz+KMC 
（FRAME/アップフロントワークス）
「成せば成るのさ 七色卵」（第19话 - 第33話）
　作詞：山崎徹・KMC  
　作曲 ：山崎徹&弘・KMC  
　編曲：菊谷知樹  
　ブラスアレンジ ：竹上良成  
　歌 - T-Pistonz+KMC 
（FRAME/アップフロントワークス）

「おはよう!シャイニング・デイ」（第34話 - 第45話） 
　作詞：KMC 　作曲：TPK 　編曲：菊谷知樹 　ブラスアレンジ：竹上良成 　歌 - T-Pistonz+KMC （FRAME/アップフロントワークス）

「打ち砕ーくっ！」（第46話 - 第47話 ） 
　作詞：KMC 　作曲：TPK 　編曲：菊谷知樹 　ブラスアレンジ：竹上良成 　歌 - T-Pistonz+KMC （FRAME/アップフロントワークス）
「やっぱ青春」（第1话 - 第18话）
作詞：mildsalt 　作曲：福本公四郎 　編曲：菊谷知樹 　
歌 - 空野葵（cv.北原沙彌香）（FRAME/アップフロントワークス）
「かなり纯情」（第19话 - 第33話）
作詞：mildsalt 　作曲：福本公四郎 　編曲：菊谷知樹 　
歌 - 空野葵（cv.北原沙彌香）（FRAME/アップフロントワークス）
「HAJIKE-YO!!」（第34話 - 第45話） 
作詞：mildsalt　 作曲・編曲：菊谷知樹 歌 - 空野葵（cv.北原沙彌香）（FRAME/アップフロントワークス）
「おはよう!シャイニング・デイ」（第46話 - 第47話） 
　作詞：KMC 　作曲：TPK 　編曲：菊谷知樹 　ブラスアレンジ：竹上良成 　歌 - T-Pistonz+KMC （FRAME/アップフロントワークス）
閃電十一人GO 時空之石
「情熱で胸アツ!」（第1話、第3話、第5話、第7話、第9話、第11話、第13話、第15話、第17話）
　作詞：TPK 
　作曲：山崎弘+KMC
　編曲：菊谷知樹
　歌：T-Pistonz+KMC
　（FRAME/アップフロントワークス）
「感動共有!」（第2話、第4話、第6話、第8話、第10話、第12話、第14話、第16話、第18話）
　作詞：TPK 
　作曲：山崎弘+KMC
　編曲：菊谷知樹
　ブラスアレンジ ：竹上良成
　歌：T-Pistonz+KMC
　（FRAME/アップフロントワークス）
「初心をKEEP ON!」（第19話~第35話）
　作詞、作曲：TPK
　編曲：菊谷知樹
　歌 - T-Pistonz+KMC
（FRAME/avex trax）
「ライメイ！ブルートレイン」（第36話~第51話）
　作詞：TPK
　作曲：山崎徹&KMC
　編曲：菊谷知樹
　歌 - T-Pistonz+KMC
（FRAME/avex trax）
「夏がやってくる」（第1話~第18話）
　作詞 - mildsalt
　作曲 - 山口朗彦
　編曲 - 菊谷知樹 
　歌 - 空野葵（cv.北原沙彌香）
（FRAME/アップフロントワークス）
「手をつなごう」（第19話~第35話）
　作詞、作曲 - KMC
　編曲 - 菊谷知樹
　歌 - 松風天馬（寺崎裕香）、剣城京介（大原崇）、空野葵（北原沙弥香）　
（FRAME/avex trax）
「僕たちの城」（第36話~第39話，第41話、第43話~第46話、第48話~50話）
　作詞、作曲 - KMC
　編曲 - 菊谷知樹
　歌 - 松風天馬（寺崎裕香）、剣城京介（大原崇）、神童拓人（齋賀光希）、西園信助（戶松遙）、霧野蘭丸（小林優）　
（FRAME/avex trax）
「青春おでん」（第40話、第42話、第47話、第51話）
　作詞 - 礼空トオル 
　作曲 - 青木隆
　編曲 - 菊谷知樹
　歌 - 空野葵（北原沙彌香）、瀨戶水鳥（美名）、山菜茜（ゆりん）、菜花黃名子（悠木碧）　
（FRAME/avex trax）
※「僕たちの城」和「青春おでん」兩首ED會隨當集劇情而選擇使用其中一首作當集片尾曲。
閃電十一人GO 銀河
「ガチで勝とうゼッ！」（第1話~第17話）
　作詞、作曲：TPK
　編曲：菊谷知樹  
　ブラスアレンジ ：竹上良成  
　歌 - T-Pistonz+KMC 
（FRAME/avex trax）
「地球を回せっ！」（第18話~第32話）
　作詞、作曲：TPK
　編曲：菊谷知樹  
　ブラスアレンジ ：竹上良成  
　歌 - T-Pistonz+KMC
「スパノバ!」（第33話~第43話）
　作詞、作曲：TPK
　編曲：菊谷知樹  
　ブラスアレンジ ：竹上良成  
　歌 - T-Pistonz+KMC
（FRAME/avex trax）
「勝手にシンデレラ」（第1話~第17話）
　作詞：mildsalt
　作曲、編曲：marty friedman
　歌：空野葵（cv.北原沙彌香）、森村好葉（cv.悠木碧）
（FRAME/avex trax）
「ファッション☆宇宙戦士」（第18話~第32話）
　作詞：mildsalt　作曲、編曲：marty friedman
　歌 - 空野葵（cv.北原沙彌香）、水川美野里（cv.高垣彩陽）
「嵐・竜巻・ハリケーン」（第33話~第42話）
　作詞：mildsalt　作曲、編曲：Marty Friedman　歌：霧野蘭丸(cv.小林ゆう)、 空野葵（cv.北原沙彌香 )
「本当にありがとう！」（第43話）
　作詞：KMC　作曲：山崎徹 & 弘　編曲：菊谷知樹　歌：圓堂守（cv：竹内順子）＆松風天馬（cv：寺崎裕香）
閃電十一人 阿瑞斯的天秤
（第1話 - 第25話）
作詞：高木貴司，作曲、编曲：菊谷知樹，主唱：pugcat's
（第2話 - 第25話）
作詞・作曲：つんく，编曲：菊谷知樹，主唱：alom
閃電十一人 獵戶座的刻印
「（第2話 - 第21話）
作詞：高木貴司，作曲、编曲：菊谷知樹，主唱：pugcat's
「（第22話 - 第48話）
作詞：高木貴司，作曲、编曲：菊谷知樹，主唱：pugcat's
（第1話 - 第21話）
作詞、作曲：，编曲：菊谷知樹，主唱：alom
「（第22話 - 第36話）
作詞、作曲：，编曲：菊谷知樹，主唱：alom
「明日へのBye Bye」（第37話 -第49話）
作詞、作曲：，编曲：佐佐木裕，主唱：浦島坂田船

## 獎項
- 新城勁爆兒歌頒獎禮2010－－「新城勁爆兒歌」- 吳業坤 - 《站起來吧！》
- 2022年7月26日，依據pixiv上傳圖片到達1億人次，作者是ちのすけ，上傳球員「菜花黃名子」的圖。

## 外部連結
共通
- （日語） 閃電十一人世界 （页面存档备份，存于）
- （日語） 閃電十一人系列官方網站 （页面存档备份，存于）

閃電十一人
- （日語） 東京電視台 閃電十一人 網站 （页面存档备份，存于）
- （日語）『劇場版 閃電十一人 最強軍團王牙來襲』電影官網
- （繁體中文） 卡通頻道  網站

閃電十一人GO
- （日語） 閃電十一人GO 官方網站 （页面存档备份，存于）
- （日語） 東京電視台・閃電十一人GO （页面存档备份，存于）
- （日語）『閃電十一人GO 究極之絆 獅鷲獸』電影官網
- （日語） 閃電十一人GO與FLETS光